# Chand Baori

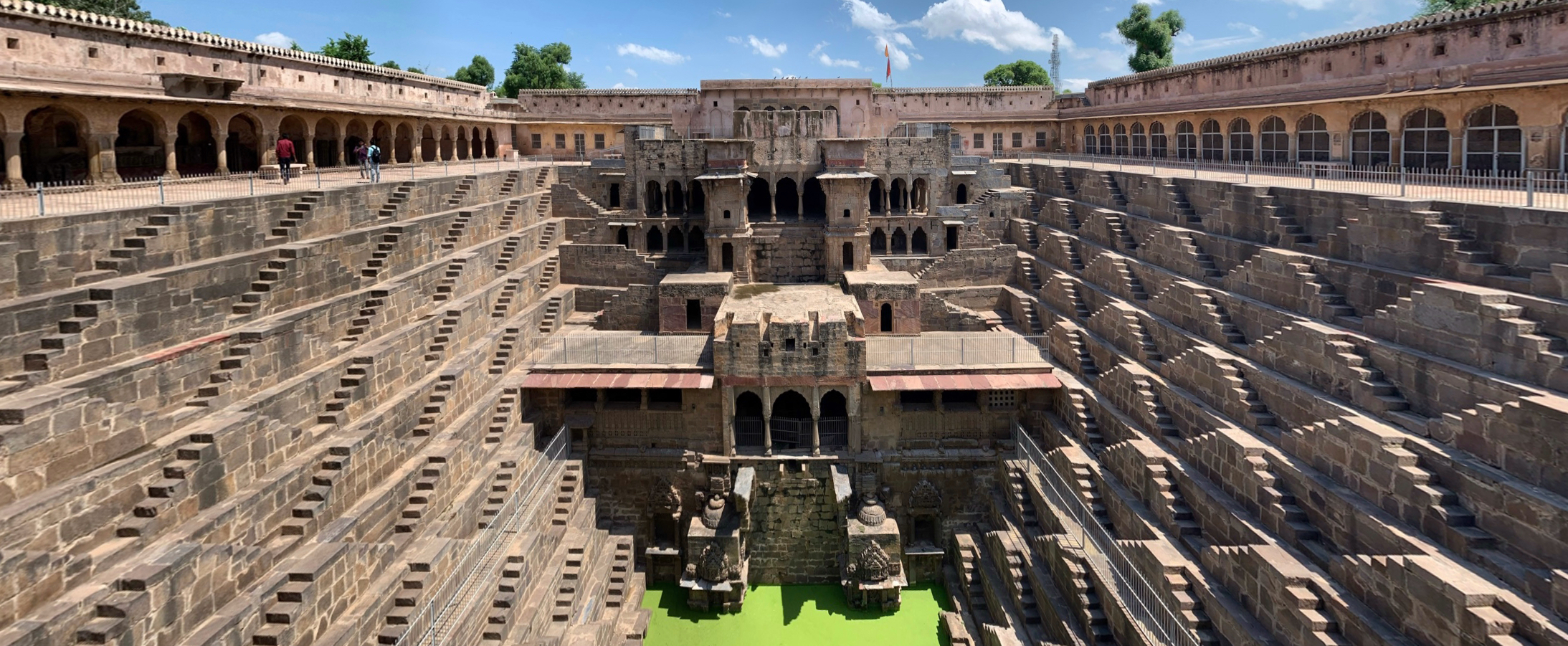
Chand Baori

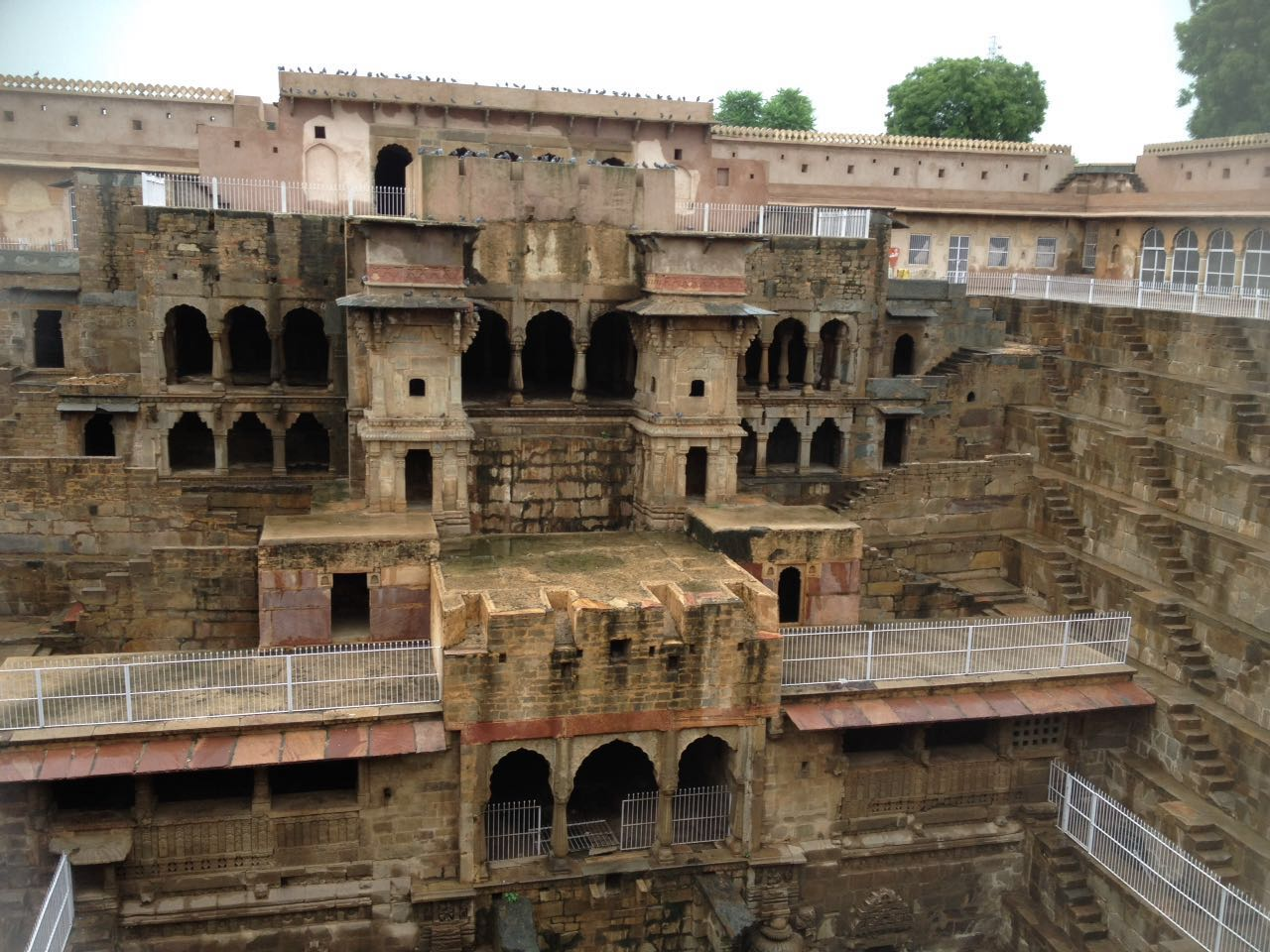
Trappbrunnens paviljongsida

Chand Baori är en trappbrunn i byn Abhaneri i Rajastan i Indien.

## Historik
Chand Baori anses ha sitt namn efter en lokal härskare med namnet Raja Chanda. De äldsta delarna av trappbrunnen är från 700-talet, men de övre våningarna byggdes omkring 1700-talet under mogulriket.

## Beskrivning
Chand Baori har 3.500 trånga trappsteg i 15 våningar. Den går ned omkring 30 meter i marken, vilket gör den till en av de djupaste och största trappbrunnarna i Indien. 
Delstaten Rajastan är extremt torr, och utformningen av Chand Baori är gjord med avsikt att spara så mycket vatten som möjligt. Vid botten av brunnen är luften fem-sex grader lägre än vid markytan och Chand Baori användes som uppehållsplats för byborna under perioder av intensiv hetta. På brunnens ena sida finns en paviljong med vilorum för furstliga personer.

## Inspiration
Trapporna i Chand Baori har inspirerat den brittiske formgivaren Thomas Heatherwick till trapptornet Vessel på Hudson Yard Plaza i New York i USA.